# Ibuprofen
Ibuprofen, naar het Engels: iso-butyl-propanoic-phenylic acid, is een pijnstillend middel dat behoort tot de groep van NSAID's, van niet-steroïde ontstekingsremmers. Het werkt ontstekingsremmend, pijnstillend en koortsverlagend. De werking is vergelijkbaar met die van acetylsalicylzuur. De stof is opgenomen in de WHO-modellijst van essentiële geneesmiddelen. De toediening van ibuprofen gaat in de vorm van dragees.
Het middel is ontwikkeld door de onderzoeksafdeling van de farmaciefirma Boots in het Verenigd Koninkrijk en het is vanaf 1969 geregistreerd. Het wordt verkocht onder verschillende merknamen waaronder Advil, Brufen, Dolofin, Ibruphar, Motrin, Nuprin, Nurofen en onder de generische naam ibuprofen. Het octrooi op het middel is intussen verlopen.

## Verkrijgbaarheid
Tabletten ibuprofen zijn er in de sterktes van 200, 400, 600 en 1000 milligram, en poeders van 400 mg, 600 mg en 800 mg. Er is in Nederland voor de doseringseenheden van 200 en 400 mg ibuprofen geen doktersrecept nodig, dus is het in de supermarkt en bij de drogist te koop. Doseringseenheden van 600 mg en hoger zijn alleen op voorschrift verkrijgbaar.

## Toepassingen
Het wordt onder meer gebruikt bij:
- pijn, inclusief tand- en kiespijn, hoofdpijn en menstruatiepijn
- migraine
- artritis
- lumbago of spit
- koorts
- reuma

Ibuprofen heeft een werkingsduur, afhankelijk van de dosering, van 4 tot 8 uur. De aanbevolen dosis hangt af van het lichaamsgewicht en de toepassing. In het algemeen is dat 200–400 mg (5–10 mg/kg voor kinderen) elke 4–6 uur, met een maximum van 1200 mg per dag. Op aanwijzing van een arts kan soms een maximale dagelijkse dosis van 3200 mg worden gebruikt. Tenzij anders voorgeschreven mag ibuprofen niet langer dan vijf dagen na elkaar worden gebruikt.

### Experimentele toepassingen
- In sommige studies is gebleken dat ibuprofen preventief kan werken tegen de ziekte van Alzheimer, als het middel gedurende lange tijd en met lage dosis wordt ingezet. Meer onderzoek is nodig voordat deze toepassing kan worden aanbevolen.
- Ibuprofen verlaagt net als andere NSAID's mogelijk de kans op het ontwikkelen van de ziekte van Parkinson en zou volgens sommigen die ziekte kunnen vertragen of zelfs voorkomen.[3] Ander onderzoek ondersteunt de hypothese dat NSAID's de risico's op Parkinson niet verlagen.[4] Meer onderzoek is nodig voordat deze toepassing kan worden aanbevolen.

## Bijwerkingen
Ibuprofen interfereert met een aantal geneesmiddelen tegen hoge bloeddruk en heeft als enige NSAID een wisselwerking met laaggedoseerd acetylsalicylzuur. Driemaal daags ibuprofen verhindert de beschermende werking van acetosal op hart en vaten. Het kwam in juni 2005 in het nieuws dat door regelmatig ibuprofen in te nemen iemand daardoor 24% meer kans op een hartaanval krijgt. Dit relatief verhoogde risico op het krijgen van een hartinfarct viel in een verrichte meta-analyse lager uit, namelijk op 11%. Een in 2007 gepubliceerde studie kon geen verband tussen gebruik of langdurig gebruik van ibuprofen en het optreden van acute hartinfarcten aantonen.
Het Europese geneesmiddelenbewakingscomité PRAC maakte op 13 juni 2014 bekend een onderzoek te starten naar de vermeende onveiligheid van hoge doses ibuprofen op het hart. Tevens wordt het advies met betrekking tot het gebruik van acetylsalicylzuur in combinatie met een lage dosis ibuprofen geëvalueerd. Het CBG handhaafde in Nederland de vrije verkoop voor de laagste sterkte, de 200 mg, bij de detailhandel, zoals bij supermarkten en benzinepompen.
Regelmatig gebruik van ibuprofen kan maagklachten veroorzaken. Ibuprofen kan nierschade veroorzaken.
De Nederlandse tekst van de bijsluiter staat onderaan het artikel.

## Zwangerschap en borstvoeding
Gebruik tijdens zwangerschap en het geven van borstvoeding wordt afgeraden.